# Palvennia
Palvennia es un género monoespecífico extinto de ictiosaurio oftalmosáurido que vivió en el Jurásico superior de lo que hoy es Svalbard, Noruega.
Sus restos fósiles aparecieron en 2004 en Spitsbergen, en la Formación Agardhfjellet, y se ha datado en el Volgiano medio. El espécimen holotipo (SVB 1451) conserva un cuarto anterior del esqueleto y el cráneo casi completos.